# تصفيات كأس التحدي الآسيوي 2008
شهدت المرحلة التأهيلية لكأس التحدي الآسيوي 2008 تقدم أربعة فرق إلى البطولة النهائية للانضمام إلى أربعة متأهلين تلقائيًا في البطولة النهائية في الهند. وقد تمت التصفيات في الفترة من 2 أبريل إلى 28 مايو في أربعة أماكن مختلفة. وشارك ستة عشر فريقًا في التصفيات في أربع مجموعات تضم أربعة فرق لكل منها. وانضم متصدرو المجموعات الأربعة إلى الهند، وكوريا الشمالية، وميانمار، وتركمانستان في الجولة النهائية.

## التصنيفات
| 1. كوريا الشمالية 2. تركمانستان 3. الهند 4. ميانمار | 5. طاجيكستان · 6. سريلانكا · 7. نيبال · 8. قرغيزستان | 9. فلسطين (انسحبت في 14 مايو 2008) · 10. تايبيه الصينية · 11. بنغلاديش · 12. بروناي | 13. باكستان · 14. كمبوديا · 15. الفلبين · 16. أفغانستان | 17. بوتان · 18. ماكاو · 19. غوام · 20. لاوس (انسحبت في 2 مايو 2008) |

تم إجراء قرعة مجموعات التصفيات في 18 يناير 2008 في بيت الاتحاد الآسيوي في كوالالمبور، ماليزيا.

## التصفيات

### المجموعة أ
- المباريات لعبت في تايبيه، تايبيه الصينية

| م | الفريق             | لعب | ف | ت | خ | أ.له | أ.ع | أ.ف | نقاط | التأهل           |
| - | ------------------ | --- | - | - | - | ---- | --- | --- | ---- | ---------------- |
| 1 | سريلانكا           | 3   | 2 | 1 | 0 | 14   | 4   | +10 | 7    | البطولة النهائية |
| 2 | باكستان            | 3   | 2 | 0 | 1 | 12   | 10  | +2  | 6    |                  |
| 3 | تايبيه الصينية (H) | 3   | 1 | 1 | 1 | 7    | 5   | +2  | 4    |                  |
| 4 | غوام               | 3   | 0 | 0 | 3 | 4    | 18  | −14 | 0    |                  |

| سريلانكا                                                                                                 | 5–1   | غوام                 |
| --- | ----- | -------------------- |
| تشانا إديري بانداناغي 54' · تشاتورا مادورانغا سياغونا 55'، 64' · سابراس محمد 82' · كاسون جاياسوريا 90+1' | تقرير | كريستوفر منديولا 62' |

| تايبيه الصينية | 1–2   | باكستان                          |
| -------------- | ----- | -------------------------------- |
| لو تشيه-آن 5'  | تقرير | محمد عيسى 13' · ميكائيل مسيح 34' |

| باكستان        | 1–7   | سريلانكا                                                                                            |
| -------------- | ----- | --------------------------------------------------------------------------------------------------- |
| عدنان أحمد 17' | تقرير | كاسون جاياسوريا 7'، 42'، 90+2' · تشانا إديري بانداناغي 13' (ركلة.)، 82' · نيمال ديهيوالاغي 72'، 77' |

| غوام                  | 1–4   | تايبيه الصينية                                                          |
| --------------------- | ----- | ----------------------------------------------------------------------- |
| زاكاري بانغيلينان 17' | تقرير | تشانغ هان 20' · هوانغ وي-يي 28' · تشين بو-ليانغ 33' · تشيانغ شيه-لو 44' |

| باكستان | 9–2   | غوام                                          |
| --- | ----- | --------------------------------------------- |
| جمشيد أنور 9'، 18' · فاروق شاه 28' · محمد قاسم 44'، 72'، 82' · تنوير أحمد 62' · زاهد حميد 65' (ركلة.) · عبد الرحمن 85' | تقرير | زاكاري بانغيلينان 74' · إلطاف أحمد 80' (ه.ذ.) |

| سريلانكا                                      | 2–2   | تايبيه الصينية                     |
| --------------------------------------------- | ----- | ---------------------------------- |
| تشين بو-ليانغ 59' (ه.ذ.) · كاسون جاياسوري 86' | تقرير | تشانغ هان 28' · تساي هسيين-تان 74' |

### المجموعة ب
- المباريات لعبت في مدينة إيلويلو وباروتاك نويفو، الفلبين

| م | الفريق      | لعب | ف | ت | خ | أ.له | أ.ع | أ.ف | نقاط | التأهل           |
| - | ----------- | --- | - | - | - | ---- | --- | --- | ---- | ---------------- |
| 1 | طاجيكستان   | 3   | 2 | 1 | 0 | 7    | 1   | +6  | 7    | البطولة النهائية |
| 2 | الفلبين (H) | 3   | 2 | 1 | 0 | 4    | 0   | +4  | 7    |                  |
| 3 | بوتان       | 3   | 0 | 1 | 2 | 2    | 7   | −5  | 1    |                  |
| 4 | بروناي      | 3   | 0 | 1 | 2 | 1    | 6   | −5  | 1    |                  |

| طاجيكستان                                         | 3–1   | بوتان              |
| ------------------------------------------------- | ----- | ------------------ |
| نعمانجان حكيموف 27' 88' (ركلة.) · يوسف رابييف 60' | تقرير | باسانغ تشيرينغ 69' |

| بروناي | 0–1   | الفلبين              |
| ------ | ----- | -------------------- |
|        | تقرير | إميليو كاليغدونغ 28' |

| الفلبين | 0–0   | طاجيكستان |
| ------- | ----- | --------- |
|         | تقرير |           |

| بوتان             | 1–1   | بروناي            |
| ----------------- | ----- | ----------------- |
| ناوانغ ديندوب 12' | تقرير | خيرون بن صالح 76' |

| الفلبين                                                     | 3–0   | بوتان |
| ----------------------------------------------------------- | ----- | ----- |
| تشاد غولد 41' · فيل يونغهازبند 43' · بيما رينتشن 58' (ه.ذ.) | تقرير |       |

| طاجيكستان                                                            | 4–0   | بروناي |
| -------------------------------------------------------------------- | ----- | ------ |
| يوسف رابييف 46'، 87' · جاميخان محي الدينوف 61' · نعمانجان حكيموف 69' | تقرير |        |

### المجموعة ج
- المباريات لعبت في بيشكك، قيرغيزستان
- لاوس انسحبت في 2 مايو.

| م | الفريق        | لعب | ف | ت | خ | أ.له | أ.ع | أ.ف | نقاط | التأهل           |
| - | ------------- | --- | - | - | - | ---- | --- | --- | ---- | ---------------- |
| 1 | أفغانستان     | 2   | 1 | 1 | 0 | 1    | 0   | +1  | 4    | البطولة النهائية |
| 2 | قرغيزستان (H) | 2   | 1 | 0 | 1 | 2    | 2   | 0   | 3    |                  |
| 3 | بنغلاديش      | 2   | 0 | 1 | 1 | 1    | 2   | −1  | 1    |                  |
| 4 | لاوس          | 0   | 0 | 0 | 0 | 0    | 0   | 0   | 0    | انسحبت           |

| بنغلاديش | 0–0   | أفغانستان |
| -------- | ----- | --------- |
|          | تقرير |           |

| أفغانستان      | 1–0   | قرغيزستان |
| -------------- | ----- | --------- |
| عطا يمرالي 38' | تقرير |           |

| قرغيزستان                             | 2–1   | بنغلاديش           |
| ------------------------------------- | ----- | ------------------ |
| رومان كورنيلوف 83' · رسلان صديقوف 87' | تقرير | جاهد حسن أميلي 63' |

### المجموعة د
- المباريات لعبت في بنوم بن، كمبوديا
- فلسطين انسحبت في 14 مايو.

| م | الفريق      | لعب | ف | ت | خ | أ.له | أ.ع | أ.ف | نقاط | التأهل           |
| - | ----------- | --- | - | - | - | ---- | --- | --- | ---- | ---------------- |
| 1 | نيبال       | 2   | 2 | 0 | 0 | 4    | 2   | +2  | 6    | البطولة النهائية |
| 2 | كمبوديا (H) | 2   | 1 | 0 | 1 | 3    | 2   | +1  | 3    |                  |
| 3 | ماكاو       | 2   | 0 | 0 | 2 | 3    | 6   | −3  | 0    |                  |
| 4 | فلسطين      | 0   | 0 | 0 | 0 | 0    | 0   | 0   | 0    | انسحبت           |

| نيبال                                 | 3–2   | ماكاو                                       |
| ------------------------------------- | ----- | ------------------------------------------- |
| سانديب راي 43' · جو مانو راي 57'، 65' | تقرير | تشي تشي مان 29' (ركلة.) · تشان كين سينغ 59' |

| كمبوديا | 0–1   | نيبال           |
| ------- | ----- | --------------- |
|         | تقرير | جو مانو راي 44' |

| كمبوديا                              | 3–1   | ماكاو           |
| ------------------------------------ | ----- | --------------- |
| نوث سينون 30'، 90+2' · تشان ريثي 67' | تقرير | تشي تشي مان 65' |

## البطولة النهائية
عقدت البطولة النهائية، التي تتألف من 8 فريقا، في الفترة من 30 يوليو إلى 13 أغسطس 2008 في الهند.

### المتأهلون
المتأهلون للبطولة النهائية هم:
- الهند - متأهل تلقائي
- كوريا الشمالية - متأهل تلقائي
- ميانمار - متأهل تلقائي
- تركمانستان - متأهل تلقائي
- سريلانكا - متصدر المجموعة أ
- طاجيكستان - متصدر المجموعة ب
- أفغانستان - متصدر المجموعة ج
- نيبال - متصدر المجموعة د

## الهدافون
| 5 أهداف - كاسون جاياسوريا 3 أهداف - جو مانو راي - محمد قاسم - تشان إديري بانداناغي - نعمانجان حكيموف - يوسف رابييف هدفان - نوث سينون - تشانغ هان - زاكري بانغيلينان - تشي تشي مان - جمشيد أنور - نيمال ديهيوالاغي - تشاتورا مادورانغا سياغونا | هدف - عطا يمرالي - جاهد حسن أميلي - ناوانغ ديندوب - باسانغ تشيرينغ - خيرون بن صالح - تشان ريثي - تشين بو-ليانغ - تشيانغ شيه-لو - هوانغ وي-يي - لو تشيه-آن - تساي هسيين-تانغ - كريستوفر منديولا - رومان كورنيلوف - رسلان صديقوف - تشان كين سينغ - سانديب راي | هدف - عدنان أحمد - تنوير أحمد - محمد عيسى - زاهد حميد - ميكائيل مسيح - عبد الرحمن - فاروق شاه - إيمليو كاليغدونغ - تشاد غولد - فيل يونغهازبند - سابراس محمد - جاميخان محي الدينوف هدف فاتي - بيما رينتشن (لعب ضد الفلبين) - تشين بو ليانغ (لعب ضد سريلانكا) - إلطاف أحمد (لعب ضد غوام) |

## وصلات خارجية
- AFC Website